# Kampfgeschwader 2
Das Kampfgeschwader 2 war ein Verband der Luftwaffe der Wehrmacht im Zweiten Weltkrieg. Aufgrund seines Wappens wurde es auch Holzhammer-Geschwader genannt. Als Kampfgeschwader, ausgestattet mit Bombern, erst vom Typ Dornier Do 17, dann mit der Dornier Do 217 und zuletzt mit der Junkers Ju 188 und der Messerschmitt Me 410 führte es Luftangriffe mit Bomben auf zugewiesene Ziele durch. Das Geschwader beteiligte sich am Überfall auf Polen, dem Westfeldzug, der Luftschlacht um England, und dem Deutsch-Sowjetischen Krieg. Ab 1941 kam es hauptsächlich bei Luftangriffen auf Großbritannien zum Einsatz, so bei den Baedeker-Angriffen und dem Unternehmen Steinbock. Es wurde am 26. November 1944 aufgelöst.

## Aufstellung
Das Kampfgeschwader entstand am 1. Mai 1939, nach dem neuen Benennungsschema der Luftwaffe, durch Umbenennung des mit zwei Gruppen bereits vorhandenen Kampfgeschwaders 252. Die Heimathorste waren für den Stab Sprottau (Lage) und für die I. und II. Gruppe Liegnitz (Lage). Die III. Gruppe wurde erst am 1. März 1940 in Illesheim (Lage), die IV. (Ergänzungs-)Gruppe im August 1940 in Achmer (Lage) und die V. Gruppe im Juni 1943 in Lechfeld (Lage) aufgestellt. Zuerst war das Geschwader mit der Dornier Do 17Z ausgestattet, ab Mai 1941 auch mit der Dornier Do 217. Anfang 1944 war die II. Gruppe mit der Junkers Ju 188 und die V. Gruppe mit der Messerschmitt Me 410 ausgerüstet. Von Februar bis April 1944 rüsteten die Stabskette und die I. Gruppe ebenfalls auf Junkers Ju 188 um. Die Geschwaderkennung war U5.

## Gliederung
Der Geschwaderstab führte die I. bis V. Gruppe die wiederum in Staffeln unterteilt waren. Die 1. bis 3. Staffel gehörte der I. Gruppe, die 4. bis 6. Staffel der II. Gruppe, die 7. bis 9. Staffel der III. Gruppe die 10. bis 12. Staffel der IV. Gruppe und die 13. bis 16. Staffel der V. Gruppe an. Jede Staffel, geführt durch ein Staffelkapitän, war in drei Schwärme mit je vier Flugzeugen unterteilt. Daraus ergab sich eine Sollstärke der Bombergruppe von 36 Flugzeugen in den drei Staffeln + ein Flugzeug für den Gruppenkommandeur (die V. Gruppe mit 48+1 Flugzeugen). Dies ergab bei fünf Bombergruppen eine Sollstärke von 197 Flugzeugen, + 4 Flugzeuge für den Geschwaderkommodore und seinen Stab. Daraus ergibt sich eine Sollstärke von 201 Flugzeugen. Die IV. Gruppe war eine Ergänzungsgruppe und nahm in der Regel nicht an Kampfeinsätzen teil. In ihr wurden frisch ausgebildete oder rekonvaleszente Flieger eine Zeitlang an die Frontbedingungen gewöhnt und geschult, bevor sie in eine der drei Einsatzgruppen wechselten. Darum hatte sie meist ihren Standort in der Heimatbasis des jeweiligen Geschwaders.

## Geschichte

### Überfall auf Polen

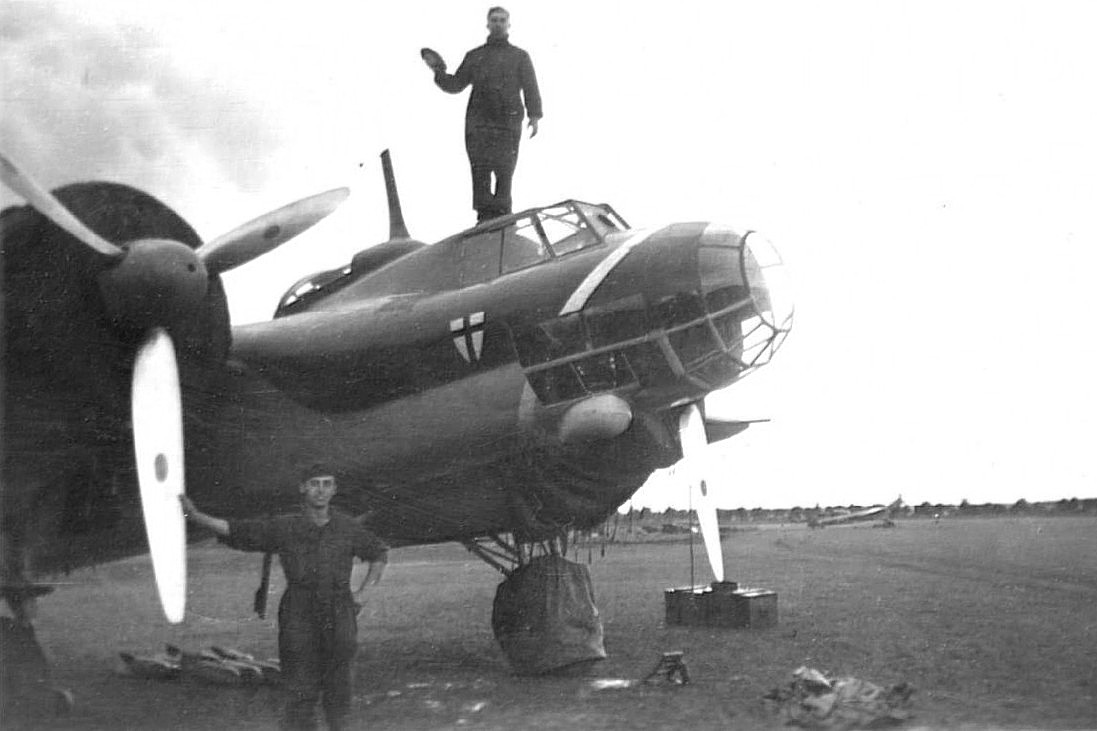
Dornier Do 17 M, 2./KG 2 in Liegnitz oder Gerdauen (Ostpreußen), Mai – Okt. 1939

Das Geschwader unterstand bei Beginn des Überfalls auf Polen am 1. September 1939 der Luftwaffen-Lehrdivision der Luftflotte 1, welche die Heeresgruppe Nord unterstützen sollte. Der Stab lag in Jesau (Lage), die I. Gruppe in Gerdauen (Lage) und die II. Gruppe in Schippenbeil (Lage). Am 1. und 2. September griffen sie die Flugplätze der polnischen Luftwaffe in Wilna, Lida und Plock an. Anschließend unterstützten sie die 3. Armee und die 4. Armee beim Vormarsch auf Warschau. Zeitgleich wurden Eisenbahnanlagen und -strecken angegriffen um Transporte zu stören oder zu unterbinden, bevor das Geschwader ab dem 20. September in den Westen verlegt wurde. Insgesamt fielen während der Kämpfe sechs Geschwaderangehörige und drei Kampfflugzeuge gingen verloren.

### Westfeldzug
Bis zum Beginn der Kämpfe, kam es bis auf Aufklärungsflüge, zu keinen größeren Einsätzen. Vom 10. Mai 1940 an nahm das Geschwader am Westfeldzug teil. Der Stab und die III. Gruppe waren in Biblis (Lage) stationiert, während die I. Gruppe in Geinsheim (Lage) und die II. in Groß-Ostheim (Lage) lagen. Im Rahmen des II. Fliegerkorps der Luftflotte 3 unterstützte es im belgischen und nordfranzösischen Raum die Panzerverbände der Heeresgruppe A beim Vorgehen in Richtung Kanalküste. An der Schlacht bei Sedan profitierte das XIX. Armeekorps der Panzergruppe Kleist beim Übergang über die Maas von den Luftangriffen des Geschwaders. Anschließend bombardierte das Geschwader Flugplätze der französischen Luftwaffe in Amiens, Reims-Champagne und Arras. Bei der ab dem 26. Mai geführten Schlacht von Dünkirchen erlitt das Geschwader am 27. Mai seinen verlustreichsten Tag, als allein die III. Gruppe elf Bomber verlor.
Am 3. Juni nahm die II. Gruppe am Unternehmen Paula teil, um die letzten noch vorhandenen Flugzeuge der Armée de l’Air und die Flugzeugindustrie zu zerstören. Da die französische Luftwaffe allerdings vorgewarnt war, gelang es nicht auf den angegriffenen 13 Flugplätzen nennenswerte Schäden anzurichten. Insgesamt wurden nur 16 Flugzeuge am Boden zerstört und 6 beschädigt. Von den angegriffenen 15 Fabriken wurden nur 3 erwähnenswert beschädigt. Dabei kamen 254 Zivilisten ums Leben und 652 wurden verletzt. Auf deutscher Seite gingen vier Bomber und sechs Jagdflugzeuge verloren. Vom 10. Mai 1940 bis zum 19. Juni 1940 fielen 28 Geschwaderangehörige und 26 Flugzeuge wurden zerstört.

### Luftschlacht um England

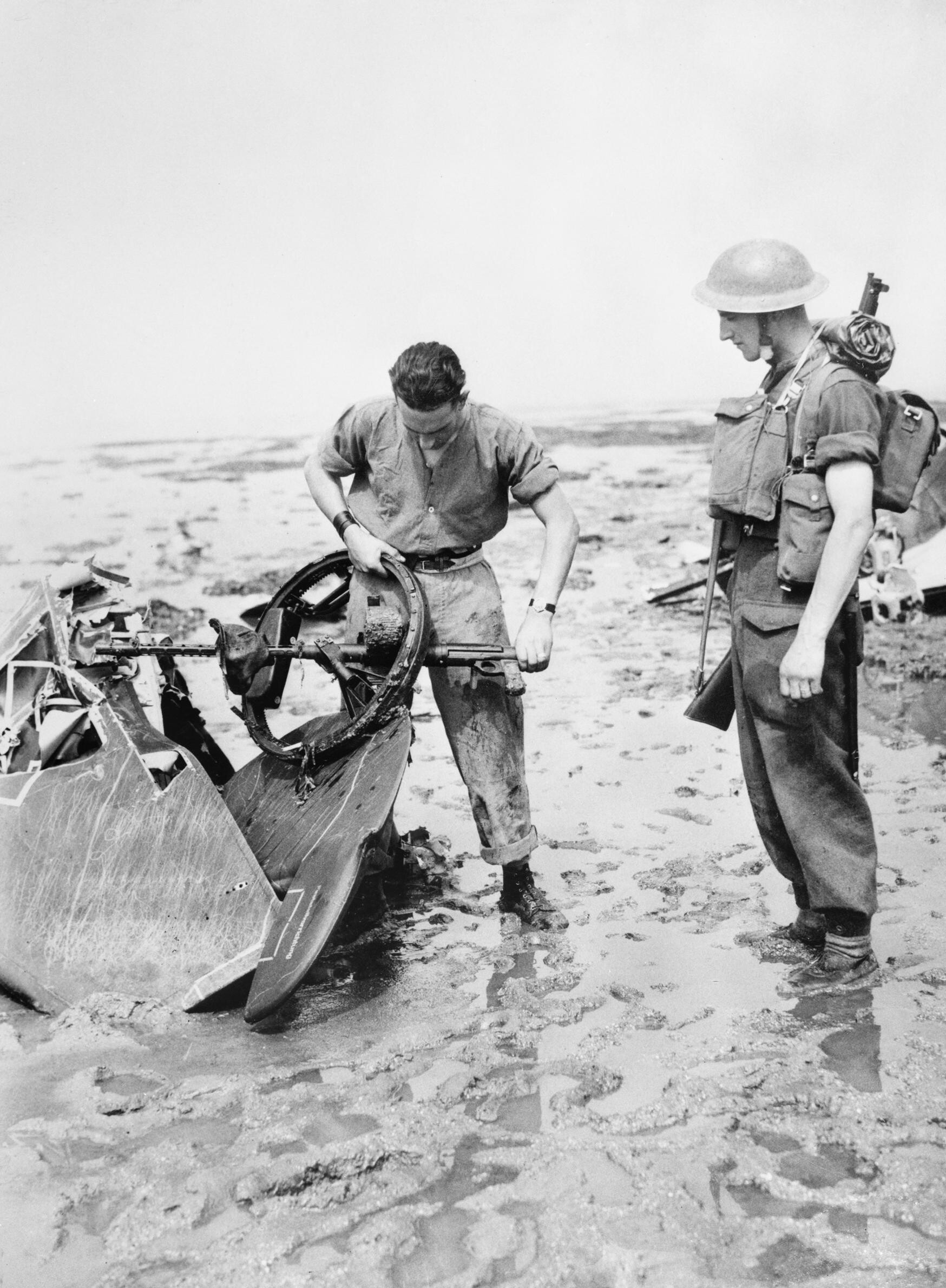
Reste einer am 13. August 1940 beim Luftangriff auf den Militärflugplatz Eastchurch abgeschossenen Dornier Do 17Z des KG 2

Nach dem Ende der Kampfhandlungen auf dem Festland blieb es dem II. Fliegerkorps unterstellt und bekämpfte den feindlichen Schiffsverkehr im Ärmelkanal. Mit dem Beginn der Luftschlacht um England unterstand das Geschwader der Luftflotte 2. Die Fliegerhorste waren Saint Léger (Lage) für den Stab und die II., Merville (Lage) für die I. und Cambrai-Süd (Lage) für die III. Gruppe, alle im besetzten Teil Frankreichs gelegen. Von hier griffen sie gemäß den damaligen Einsatzplänen zunächst englische Flugplätze und Flugzeugproduktionsstätten an. Am 26. August griffen Bomber der I. Gruppe am Tage den Militärflugplatz Hornchurch an. Dabei wurde am 26. August der Gruppenkommandeur der I. Gruppe, Major Martin Gutzmann mit seiner Do 17Z (Geschwaderkennung U5+GK) von britischen Jägern der 65 Squadron angeschossen und bei Eastchurch zur Landung gezwungen. Er geriet mit seiner Besatzung in Kriegsgefangenschaft. Danach erfolgten verlustreiche Angriffe auf London, die später nur noch zur Nachtzeit durchgeführt wurden. Bis zum Frühjahr 1941 gingen 85 Kampfflugzeuge des Geschwaders verloren und 156 Geschwaderangehörige fielen.

### Balkanfeldzug
Ende März 1941 wurde der Stab, die I. und III. Gruppe des Geschwaders zur Luftflotte 4 verlegt und nahm im Rahmen des VIII. Fliegerkorps am Balkanfeldzug teil. Zu Beginn waren der Stab und die zwei Gruppen in Wien-Zwölfaxing (Lage) stationiert. Von hier aus nahmen sie am 6. April am Luftangriff auf Belgrad teil, bei dem mindestens 2271 Menschen ums Leben kamen. Obwohl die jugoslawische Regierung schon zwei Tage zuvor, Belgrad zur offenen Stadt erklärt hatte, wurde die Hauptstadt innerhalb zweier Tage zum größten Teil zerstört. Der Chef der verantwortlichen Luftflotte 4 General der Flieger Alexander Löhr wurde aufgrund dieses Kriegsverbrechens, nach Kriegsende von einem jugoslawischen Gericht zum Tode verurteilt und am 26. Februar 1947 hingerichtet.
Am 7. April fiel der Gruppenkommandeur der III. Gruppe, Major Friedrich Dreyer, als er mit seiner Do 17Z (Geschwaderkennung U5+HR) nahe Lipovljani einen Telefonmasten streifte und abstürzte. Sein Nachfolger als Gruppenkommandeur, Major Heinrich Eichhorn, geriet am 21. Mai bei der Luftlandung auf der Insel Kreta in Canea, nahe Rethymnon in britische Kriegsgefangenschaft. Im weiteren Feldzugsverlauf unterstützte das Geschwader die vorgehenden Heeresverbände aus der Luft.
Während des Balkaneinsatzes wurden 18 Flugzeuge zerstört und 37 Geschwaderangehörige getötet.

### Deutsch-Sowjetischer Krieg
Beim Angriff auf die Sowjetunion war das Geschwader mit dem Stab, der I. und III. Gruppe dem VIII. Fliegerkorps in der Luftflotte 2 unterstellt. Von den Plätzen Arys-Rostken (Lage) und Lyck (Lage) aus, kämpften sie im Mittelabschnitt der Ostfront. Dort blieben sie bis September / November 1941 im Einsatz und nahm an den Luftangriffen auf Moskau teil. Danach wurde der Stab, die I. und III. Gruppe zur Auffrischung und Umrüstung auf die Dornier Do 217 nach Deutschland verlegt. Bis zum 31. Oktober fielen 61 Geschwaderangehörige und 29 Flugzeuge wurden zerstört.

### Luftkrieg gegen das Vereinigte Königreich 1941 bis 1944
1941
Die II. Gruppe wurde ab April 1941 in Achmer (Lage) stationiert und erhielt hier als erster Verband den neuen Bomber Dornier Do 217E. Anschließend ging sie in den Westen zur Luftflotte 3 unter dem Kommando des IX. Fliegerkorps auf den Fliegerhorst Evreux (Lage). Von dort aus griff sie alliierte Schiffe in der Nordsee und im Ärmelkanal an. So am 7. September 1941 als bei Lowestoft die Marcrest und bei Kinnaird Head der Fischfrachter Trsat mit Bomben versenkt wurden. Am 22. September versenkte sie dann südlich der Humbermündung die niederländische Vechtstroom und am 26. September die British Prince (Lage).
1942
Die IV. Gruppe war im Westen geblieben, sie lag bis Anfang 1942 in Juvincourt (Lage) und wurde von dort nach Achmer (Lage) verlegt.
Ab April 1942 flog das Geschwader von Soesterberg (Lage), von Melun-Villaroche (Lage), von Eindhoven (Lage) und Amsterdam-Schiphol (Lage) aus Luftangriffe auf militärisch unbedeutende Städte in England. Bei dieser von den Alliierten Baedeker Blitz bezeichneten Angriffsserie auf Exeter, Bath, Norwich, York und Canterbury nahmen bis zu 100 Bomber pro Angriff teil. Bei den Angriffen kamen in den fünf Städten insgesamt 1637 Zivilpersonen ums Leben, 1760 wurden verletzt. Mehr als 50.000 Gebäude wurden zerstört oder schwer beschädigt. Bekannte Gebäude waren die Guildhall in York und die Assembly Rooms in Bath.
1943
Am 4./5. Mai fiel der Geschwaderkommodore Major Walter Bradel, als er nach einem Luftangriff auf Norwich nach einem Motorschaden mit seiner Do 217K-1 (Geschwaderkennung U5+AA) bei Landsmeer nahe Amsterdam abstürzte. Die einzelnen Gruppen waren inzwischen mit der Do 217E-2 und der Do 217E-4 ausgestattet. In der Nacht des 15./16. Juli 1943 schoss eine britische Mosquito der 85 Squadron über Dünkirchen den Gruppenkommandeur der V. Gruppe, Hauptmann Friedrich-Wilhelm Methner, mit seiner Me 410A-1 (Geschwaderkennung U5+CJ) ab. Die V. Gruppe führte von August bis Oktober sporadisch Fernnachtjagdeinsätze über Südengland durch und schoss dabei vier Lancaster-Bomber in der Nähe britischer Militärflugplätze ab. Dabei erlitt sie 13 eigene Totalverluste an Flugzeugen. Der Staffelkapitän der 15. Staffel, Hauptmann Wilhelm Schmitter wurde in der Nacht des 8./9. November mit seiner Me 410A-1 (Geschwaderkennung U5+BF) von britischen Mosquitos der 85 Squadron nahe Eastbourne/Sussex abgeschossen und verstarb. Posthum erhielt er am 20. März 1944 das Eichenlaub zum Ritterkreuz des Eisernen Kreuzes, als einziger Angehöriger des Geschwaders.
1944
Das Geschwader blieb bis Ende 1944 in diesem Raum und beteiligte sich unter anderen am Unternehmen Steinbock. Dabei fiel am 21./22. Januar der Gruppenkommandeur der V. Gruppe, Hauptmann Kurt Heintz, als er mit seiner Me 410A-1 (Geschwaderkennung U5+WJ) von einer britischen Mosquito der 488 Squadron bei Lydd Ranges/Kent abgeschossen wurde. Am 26. November 1944 wurde das Geschwader aufgelöst. Der amtierende Geschwaderkommodore, Major Wilhelm Rath wurde in der Nacht des 22./23. Mai mit seiner Ju 188E-1 (Geschwaderkennung U5+AA) von einem britischen Nachtjäger vom Typ Mosquito der 125 Squadron 50 km südlich von Lymington abgeschossen und blieb vermisst.

### Auflösung
Insgesamt fielen im Verlauf des Krieges 1228 Angehörige des Geschwaders, 688 galten als vermisst, 656 wurden verletzt und 214 gerieten in Gefangenschaft. Weiterhin gingen 769 Kampfflugzeuge verloren, 895 wurden beschädigt, davon 158 zu mehr als 50 %. In diesen Zahlen enthalten sind auch Personal- und Materialverluste, die während der Ausbildung oder bei Überführungsflügen entstanden sind.

## Kommandeure

### Geschwaderkommodore
| Dienstgrad      | Name                | Zeit                                   |
| --------------- | ------------------- | -------------------------------------- |
| Generalleutnant | Johannes Fink       | 1. Mai 1939 bis 20. Oktober 1940       |
| Generalmajor    | Herbert Rieckhoff   | 21. Oktober 1940 bis 12. Oktober 1941  |
| Oberst          | Karl Mehnert        | 16. Oktober 1941 bis 31. Dezember 1941 |
| Oberstleutnant  | Georg Pasewaldt     | 1. Januar 1942 bis 30. April 1942      |
| Oberstleutnant  | Hans von Koppelow   | 1. Mai 1942 bis 21. Januar 1943        |
| Major           | Walter Bradel       | 23. Januar 1943 bis 5. Mai 1943 †      |
| Oberstleutnant  | Karl Kessel         | 6. Mai 1943 bis 15. Februar 1944       |
| Major           | Hanns Horst Heise   | 25. Februar 1944 bis 11. April 1944    |
| Major           | Wilhelm Rath        | 12. April 1944 bis 23. Mai 1944 †      |
| Major           | Franz Schönberger   | 23. Mai 1944 bis 17. Juni 1944         |
| Oberstleutnant  | Rudolf Hallensleben | 17. Juni 1944 bis 19. September 1944   |

### Gruppenkommandeure
I. Gruppe
- Major Werner Krahl, 1. Mai 1939 bis 25. November 1939[38]
- Major Martin Gutzmann, 26. November 1939 bis 26. August 1940[39]
- Major Waldemar Lerche, 27. August 1940 bis 25. August 1941[40]
- Major Robert-Heinrich von Groddeck, 26. August 1941 bis März 1942[41]
- Hauptmann Kettner, März 1942 bis 15. Juni 1942[42]
- Major Karl Kessel, 16. Juni 1942 bis 5. Mai 1943[43]
- Major Franz Schönberger, 6. Mai 1943 bis 6. August 1944[44]
- Hauptmann Philipp von Alemann, 6. August 1944 bis 3. Oktober 1944[45]

II. Gruppe
- Oberstleutnant Paul Weitkus, 1. Mai 1939 bis 15. Dezember 1940[46]
- Major Kurt Rohde, 16. Dezember 1940 bis 10. Juni 1941[47]
- Major Johannes Hübner, 11. Juni 1941 bis 30. November 1941[48]
- Major Walter Bradel, 1. Dezember 1941 bis 22. Januar 1943[49]
- Major Heinz Engel, 1. Februar 1943 bis 25. Juni 1944[50]
- Hauptmann Hermann Schröter, 26. Juni 1944 bis 3. Oktober 1944[51]

III. Gruppe
- Major Werner Kreipe, 1. März 1940 bis 24. Juni 1940[52]
- Major Adolf Fuchs, 25. Juni 1940 bis 31. August 1940[53]
- Major Klaus Uebe, 1. September 1940 bis 20. März 1941[54]
- Major Friedrich Dreyer, 21. März 1941 bis 7. April 1941[55]
- Major Heinrich Eichhorn, 12. April 1941 bis 21. Mai 1941[56]
- Oberstleutnant Heinrich Conrady, 9. Juni 1941 bis 20. September 1941[57]
- Major Gerhard Klostermann, 21. September 1941 bis 15. Februar 1942 †[58]
- Oberleutnant Hans von Koppelow, 16. Februar 1942 bis 30. April 1942[59]
- Major Kurt Leythaeuser, 1. Mai 1942 bis 13. August 1943[60]
- Major Albert Schreiweis, 14. August 1943 bis 30. November 1944[61]

IV. Gruppe
- Leutnant Otto Wolfgang Bechtle, 17. August 1940 bis 18. September 1940[62]
- Oberleutnant Karl Kessel, 19. September 1940 bis 21. März 1941[63]
- Major Johannes Hübner, 22. März 1941 bis 10. Juni 1941[64]
- Hauptmann Martin Kästner, 11. Juni 1941 bis 26. Juni 1942[65]
- Hauptmann Helmut Powolny, 27. Juni 1942 bis 31. Januar 1943[66]
- Major Gottfried Buchholz, 1. Februar 1943 bis 3. Oktober 1944[67]

V. Gruppe
- Major Martin Kästner, 11. Juni 1943 bis 26. Juni 1943[68]
- Hauptmann Friedrich-Wilhelm Methner, 27. Juni 1943 bis 16. Juli 1943 †[69]
- Major Wolf-Dietrich Meister, 17. Juli 1943 bis 10. Oktober 1943[70]
- Hauptmann Kurt Heintz, 11. Oktober 1943 bis 21. Januar 1944 †[71]
- Hauptmann Karl-Egon von Dalwigk zu Lichtenfels, 22. Januar 1944 bis 6. Februar 1944[72]

## Auszeichnungen
Bekannte Träger des Ritterkreuz des Eisernen Kreuzes oder höherer Stufen des Kampfgeschwaders 2.
| Name                 | Dienstgrad     | Einheit   | Ritterkreuz   | Eichenlaub    |
| -------------------- | -------------- | --------- | ------------- | ------------- |
| Andres, Ernst        | Oberleutnant   | Stab/KG 2 | 20. Apr. 1944 |               |
| Bornschein, Willi    | Oberleutnant   | II./KG 2  | 24. Sep. 1942 |               |
| Broich, Peter        | Oberfeldwebel  | 12./KG 2  | 24. Sep. 1942 |               |
| Czernik, Gerhard     | Oberleutnant   | 6./KG 2   | 16. Mai 1941  |               |
| Fink, Johannes       | Oberst         | Stab/KG 2 | 20. Juni 1940 |               |
| Genzow, Joachim      | Oberleutnant   | 4./KG 2   | 23. März 1941 |               |
| Graeber, Heinz       | Oberfeldwebel  | 15./KG 2  | 30. Sep. 1943 |               |
| Hankamer, Wolfgang   | Hauptmann      | 6./KG 2   | 29. Okt. 1944 |               |
| Hunger, Heinrich     | Leutnant       | Stab/KG 2 | 5. Juli 1941  |               |
| Kessel, Karl         | Oberstleutnant | Stab/KG 2 | 24. Jan. 1944 |               |
| Kindler, Alfred      | Hauptmann      | 6./KG 2   | 24. Sep. 1942 |               |
| Magg, Alois          | Hauptmann      | 5./KG 2   | 5. Sep. 1944  |               |
| Meyer, Heinrich      | Oberleutnant   | I./KG 2   | 15. Okt. 1942 |               |
| Müller, Karl         | Oberfeldwebel  | 12./KG 2  | 15. Okt. 1942 |               |
| Rieckhoff, Herbert   | Oberst         | Stab/KG 2 | 5. Juli 1941  |               |
| Schmitter, Wilhelm † | Oberleutnant   | II./KG 2  | 19. Sep. 1942 | 24. März 1944 |
| Sengschmitt, Fritz   | Oberleutnant   | 2./KG 2   | 24. Sep. 1942 |               |
| Seyfahrth, Kurt      | Hauptmann      | Stab/KG 2 | 5. Sep. 1944  |               |
| Stein, Günther       | Oberfeldwebel  | 6./KG 2   | 26. März 1944 |               |
| Steudel, Josef       | Oberfeldwebel  | 6./KG 2   | 26. März 1944 |               |

## Bekannte Geschwaderangehörige
- Walter Richard Gerlich (1908–1981), war von 1963 bis 1965 für die CDU Mitglied des Deutschen Bundestages
- Hanns Horst Heise (1913–1992), war von 1962 bis 1968 als Inspizient für Flugsicherheit im Luftwaffenamt Köln-Wahn und ab Oktober 1968 als Brigadegeneral der Luftwaffe der Bundeswehr, Kommandeur des Deutschen Luftwaffenkommandos USA/Kanada
- Karl Kessel (1912–1997), war von 1967 bis 1970 als Generalmajor der Luftwaffe der Bundeswehr Kommandierender General der 6. Luftwaffendivision
- Werner Kreipe (1904–1967), war 1955 ein Ministerialdirektor und Leiter der Abteilung Luftfahrt im Bundesverkehrsministerium, sowie ab 1955 stellvertretender Aufsichtsratschef der Lufthansa
- Herbert Rieckhoff (1898–1948), war Autor des Buches Trumpf oder Bluff?, 12 Jahre Deutsche Luftwaffe
- Franz Clemens Schiffer (1896–1940), war vom 1. Dezember 1939 bis zum 21. Mai 1940 Stadtkommissar bzw. Oberbürgermeister der Stadt Lodsch/Litzmannstadt (polnisch Łódź)
- Julius Schulte-Frohlinde (1894–1968), war ein Architekt
- Adalbert Tägtmeyer (1915–1982), war ein Generalmajor der Luftwaffe der Bundeswehr